# Midori no hi
Midori no hi (みどりの日) est une fête nationale japonaise.
Le 29 avril était le jour de l'anniversaire de l'ancien empereur Hirohito (Shōwa), né en 1901. Ce jour est donc férié depuis la montée de l'empereur sur le trône en 1926. À sa mort en 1989, personne ne voulant perdre une journée de vacances et particulièrement celle qui marque le début de la Golden Week, la journée fut déclarée « Journée verte » (Midori no hi) en commémoration de l'empereur Hirohito.
Depuis 2007, cette fête de la verdure est célébrée le 4 mai et la fête du 29 avril est maintenant entièrement dédiée à la mémoire de l'empereur Shōwa et s'appelle Shōwa no hi.